# Хессе, Иоганн Фридрих
Хессе, Иоганн Фридрих ( нем. Hesse, Johann Friedrich, 24.11.1792 г. Магдебург, Саксония-1853г.), художник, литограф.

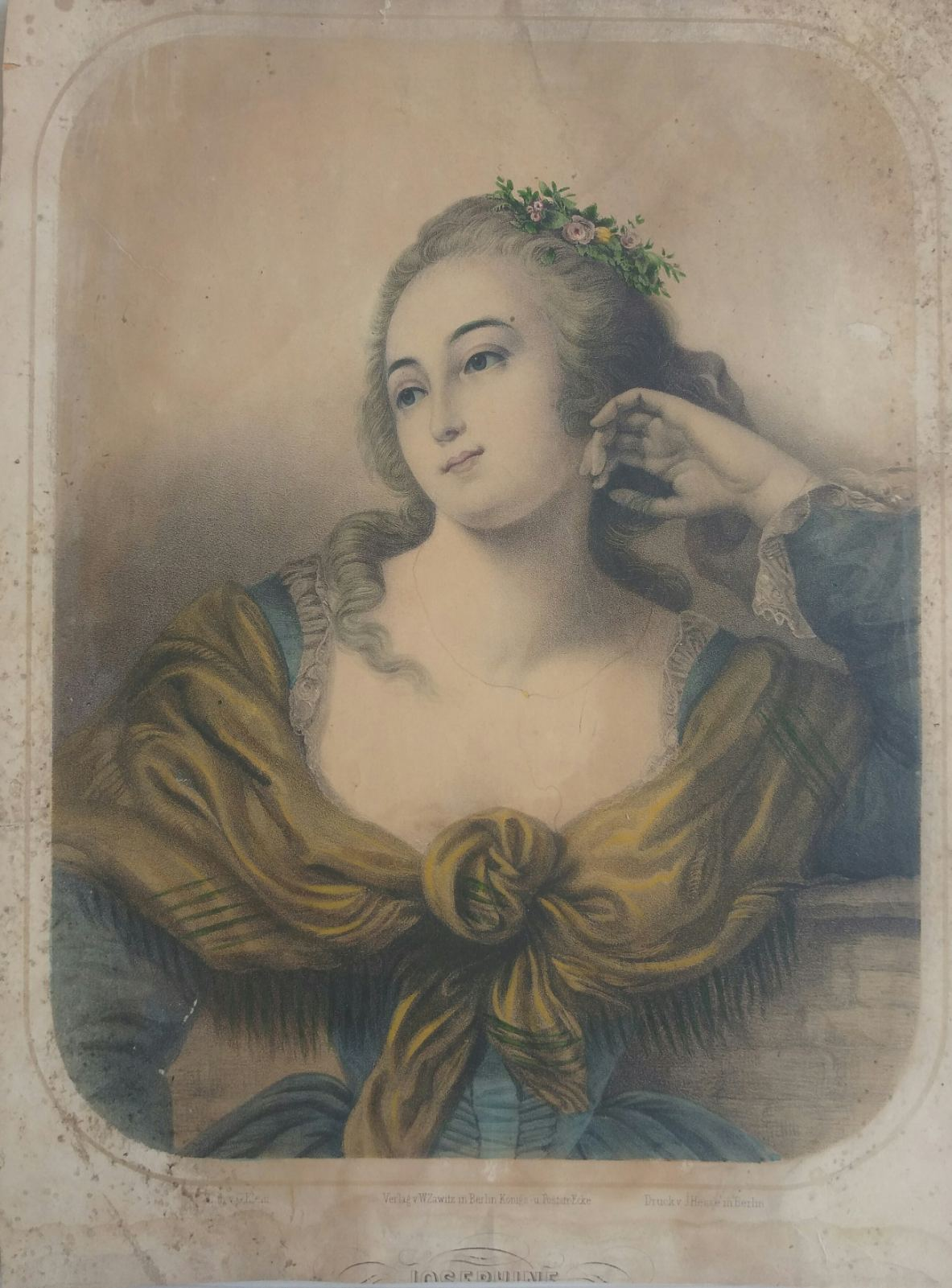
Иоганн Фридрих Хессе, Josephine, Жозефина, Бумага, литография, ручная раскраска. Берлин, 1840-е гг.

Иоганн Фридрих Хессе  Родился  24.11.1792 г.  в г. Магдебург, Саксония в семье музыканта.

## Обучение живописи
Хессе начал свое обучение в Магдебургском художественном училище, а затем стал учиться в Дрезденской академии изобразительных искусств, где ему преподавали:
- Иоганн Дэвид Шуберт ( нем. Johann David Schubert 1761 - 1822),
- Герхард фон Кюгельген ( нем. Franz Gerhard von Kügelgen 1772 – 1820)
- Мориц Ретч (нем. Friedrich August Moritz Retzsch, 1779 — 1857).

Закончив учебу, Иоганн Фридрих Хессе стал очень популярным портретистом в Магдебурге, также он  славился своими прекрасными пейзажами. Например, пейзаж И. Хессе  "Вид на Вену"   приобрел  для замка Шарлоттенбург король Пруссии Фридрих Вильгельм III. Хессе осуществил  ознакомительные поездки в Голландию, Австрию и Венгрию.

## Собственная студия в Гамбурге
В 1818 году он поселился в Гамбурге. Там он открыл студию по обучению рисованию. В 1834 году его учеником был Кристиан Фридрих Геншо, нем. Christian Friedrich Genschow (18 сентября 1814 года - 1 ноября 1891 года), который впоследствии стал знаменитым немецким скульптором. Обучение Геншо стало возможным благодаря тому, что  Фридрих Франц I Мекленбургский, утвердил его стипендию в 60 талеров для обучения у И. Хессе.

## Берлинский период
В 1838 году Иоганн Фридрих Хессе переехал в Берлин. И. Хессе активно поддерживал литографию в Берлине.
Так, Хессе исполнял отдельные листы с портретами известных актеров и театральных див, выступая как художник и литограф. Например, литографические портреты Людвига Девриента (1819г.), танцовщицы Pepita de Oliva (1853г.) и др.
В 1840–50-х годах И. Хессе исполнены гравированные портреты многих представителей аристократии и монархии:  литографический портрет королевы Луизы (1828 - 1871), жены короля Карла XV, Наполеона после битвы Ватерлоо, а также портрет Императрицы  Жозефины с фиалками (1840-е гг.).

Интересно, что Жозефина на литографии И. Хессе изображена с украшением для волос из фиалок, которые были ее самыми любимыми цветами:
«Цветы эти были особенно ценны ей как воспоминание о возвращении ей свободы.
Заключенная, как рассказывают, в начале революции вместе со многими другими невинными жертвами в знаменитую Консьержери (предварительную тюрьму), Жозефина ждала с минуты на минуту казни на гильотине и прощалась уже с жизнью, как вдруг однажды вечером пришла в место ее заключения малютка — дочь тюремщика и подала ей букет фиалок.
Неожиданный этот подарок внушил ей надежду, что хлопоты одной высокопоставленной подруги об освобождении ее из заключения, быть может, увенчаются успехом, и она увидела в цветах этих как бы счастливых предвозвестников скорого своего освобождения.
И действительно, предчувствие ее не обмануло. Просьба подруги подействовала, и на другой же день она была освобождена.
С тех пор фиалка сделалась для Жозефины символом жизни и счастья…
Страсть ее к этим цветам доходила до крайности. Все платья ее были затканы фиалками, лиловый цвет был ее любимым цветом, живые фиалки служили единственным ее украшением, и она вся, и все ее окружающее было пропитано их запахом»

(Золотницкий Н. Ф. Цветы в легендах и преданиях, 1903 г.)

## Работы находятся в собраниях
Многие  работы Иоганна Фридриха Хессе находятся в частных коллекциях, пользуются популярностью в настоящее время и активно продаются на европейских аукционах.
Кроме частных коллекций, работы  И. Хессе хранятся:
- В музее Гамбургский кунстхалле.
- В государственном архиве г. Гамбург.[2]
- В библиотеке Конгресса, США.[3]
- В музее Уппландс, Швеция.[4]

Иоганн Фридрих Хессе умер в 1853 году.